# Вестервелт (Іллінойс)
Вестервелт (англ. Westervelt) — переписна місцевість (CDP) в США, в окрузі Шелбі штату Іллінойс. Населення — 131 особа (2020).

## Географія
Вестервелт розташований за координатами 39°28′45″ пн. ш. 88°51′40″ зх. д. / 39.47917° пн. ш. 88.86111° зх. д. (39.479058, -88.861198).  За даними Бюро перепису населення США в 2010 році переписна місцевість мала площу 0,22 км², уся площа — суходіл.

## Демографія
Згідно з переписом 2010 року, у переписній місцевості мешкало 128 осіб у 49 домогосподарствах у складі 33 родин. Густота населення становила 577 осіб/км².  Було 55 помешкань (248/км²).
Расовий склад населення:
| - 100,0 % — білих |

До двох чи більше рас належало 0,0 %. Частка іспаномовних становила 0,0 % від усіх жителів.
За віковим діапазоном населення розподілялося таким чином: 29,7 % — особи молодші 18 років, 58,6 % — особи у віці 18—64 років, 11,7 % — особи у віці 65 років та старші. Медіана віку мешканця становила 34,0 року. На 100 осіб жіночої статі у переписній місцевості припадало 91,0 чоловіків;  на 100 жінок у віці від 18 років та старших — 91,5 чоловіків також старших 18 років.
Цивільне працевлаштоване населення становило 20 осіб. Основні галузі зайнятості: транспорт — 35,0 %, роздрібна торгівля — 35,0 %, освіта, охорона здоров'я та соціальна допомога — 30,0 %.